# Desiderio da Settignano
Desiderio da Settignano was een Italiaanse beeldhouwer uit de vroege Renaissance, geboren rond 1430 in Settignano, een dorp nabij Florence, Italië. Zijn volledige naam was Desiderio di Bartolomeo di Francesco detto Ferro.
Desiderio da Settignano staat bekend om zijn beeldhouwwerken in marmer, voornamelijk beelden van religieuze thema's en portretten. Hij werkte in Florence tijdens de periode van de
vroege Renaissance, waarin kunstenaars werden beïnvloed door de heropleving van klassieke kunst en cultuur. Zijn stijl toonde vaardigheid in het vastleggen van de zachte plooien van stof en het weergeven van emotionele expressie.
Een van zijn bekendste werken is het marmeren beeld van de Madonna met het kind, dat zich nu in het Victoria and Albert Museum in Londen bevindt. Desiderio da Settignano werkte ook samen met andere prominente kunstenaars uit die tijd, waaronder Donatello. Zijn bijdragen aan de beeldhouwkunst hebben bijgedragen aan de ontwikkeling van de Renaissancestijl in Italië.
- Biblioteca Nacional de España: XX4615901
- Bibliothèque nationale de France: cb149663463 (data)
- Gemeinsame Normdatei: 104079479
- International Standard Name Identifier: 0000 0000 8146 7526
- KulturNav: d1ed655a-5507-4091-899b-72af558488cc
- Library of Congress Control Number: nb2006022037
- National Gallery of Victoria: 20614
- Nationale Bibliotheek van Tsjechië: xx0123740
- Nationale Bibliotheek van Israël: 987007496276205171
- Nederlandse Thesaurus van Auteursnamen: 336118120
- RKD-Nederlands Instituut voor Kunstgeschiedenis: 22175
- Istituto Centrale per il Catalogo Unico: MILV196251
- SNAC: w65t5q41
- Système universitaire de documentation: 112754651
- Union List of Artist Names: 500016116
- Virtual International Authority File: 66737689
- WorldCat: E39PBJyH3kH4xhyv9btRhHF7pP